# Аґедаші дофу
Аґедаші дофу (яп. 揚げ出し豆腐, «злегка підсмажений тофу») — японський спосіб подачі гарячого тофу. Твердий тофу (кінугоші) ріжеться на кубики, обвалюється у картопляному чи кукурудзяному крохмалі і смажиться, поки не набуде золотисто-коричневого кольору. Подається аґедаші дофу з гарячим тенцую (дип для темпури), зробленим з дасі, міріну та соєвого соусу, з дрібно нарізаним неґі (тип зеленої цибулі), тертим дайконом чи кацуобусі посипаним зверху.
Часто подається як закуска в ізакая.

## Історія
Аґедаші дофу — це давня і відома страва, яка була включена до японської кулінарної книги про тофу під назвою Тофу хякучін (буквально «сто тофу») 1782 р.

## Інші страви зі аґедаші
Незважаючи на те, що аґедаші дофу — це найвідоміша страва для аґедаші, деякі інші страви можуть готуватися подібним методом. Наприклад, аґедашінасу(яп. 揚げ出し茄子), з баклажанів.